# Другорічниця заграє з директором
«Другорічниця заграє з директором» («La ripetente fa l'occhietto al preside») — італійська еротична комедія 1980 року, знята режисером Маріано Лауренті, з Ліно Банфі і Анною Марією Ріццолі.

## Сюжет
У класі ліцеїстів навчається гарна дівчина — другорічниця Анжела. У неї закоханий один з її однокласників. Але вона, щоб змусити його ревнувати, починає зустрічатися з директором ліцею. Тим часом професор хімії таємно закоханий у дружину директора, чарівну Моніку.

## У ролях
- Ліно Банфі: декан, професор Родольфо Калаброне
- Анна Марія Ріццолі: Анджела Пастореллі
- Альваро Віталі: професор Беккафіко
- Карлетто Спозіто: Дон Еварісто
- Даріо Сільваньї: Марчелло
- Лоредана Мартінес: Лізетта
- Ріа Де Сімоне: професор Моніка Заппа
- Лео Колонна: Карло Лучіньяні
- Вальтер Вальді: батько Карло
- Ермелінда де Феліче: Чезіра, економка
- Джиммі іл Феномено: Вінченцо, швейцар готелю
- Джанлука Манунца: Тоніно
- Ренцо Оццано: людина в готельному номері
- Франка Мантеллі: коханець у шафі
- Кріс Аврам: Ліно Пастореллі
- Вальтер Маргара: Серафіно

## Знімальна група
- Режисер: Маріано Лауренті
- Сценарій: Маріано Лауренті, Франческо Міліціа
- Продюсер: Лучано Мартіно
- Оператор: Федеріко Занні
- Композитор: Джанні Ферріо
- Художник: Джакомо Кало Кардуччі
- Монтаж: Альберто Моріані
- Костюми: Тоні Рандаччо
- Грим: Габріелла Трані